# Davy (roman)
Pour les articles homonymes, voir Davy.
Davy (titre original : Davy) est un roman de Edgar Pangborn publié en 1964 et proposé au prix Hugo du meilleur roman 1965.

## Résumé
Le roman évoque, dans un monde post-apocalyptique, plusieurs siècles après une guerre atomique, le jeune Davy, qui vit dans une société pseudo-médiévale dirigée par une Église qui, activement, cherche à détruire toute espèce de technologie. Au début du roman, Davy est salarié dans une auberge mais parvient à la quitter. Il va alors vivre de multiples aventures.
Le roman est écrit comme s'il s'agissait du journal intime de Davy.